# 页岩气

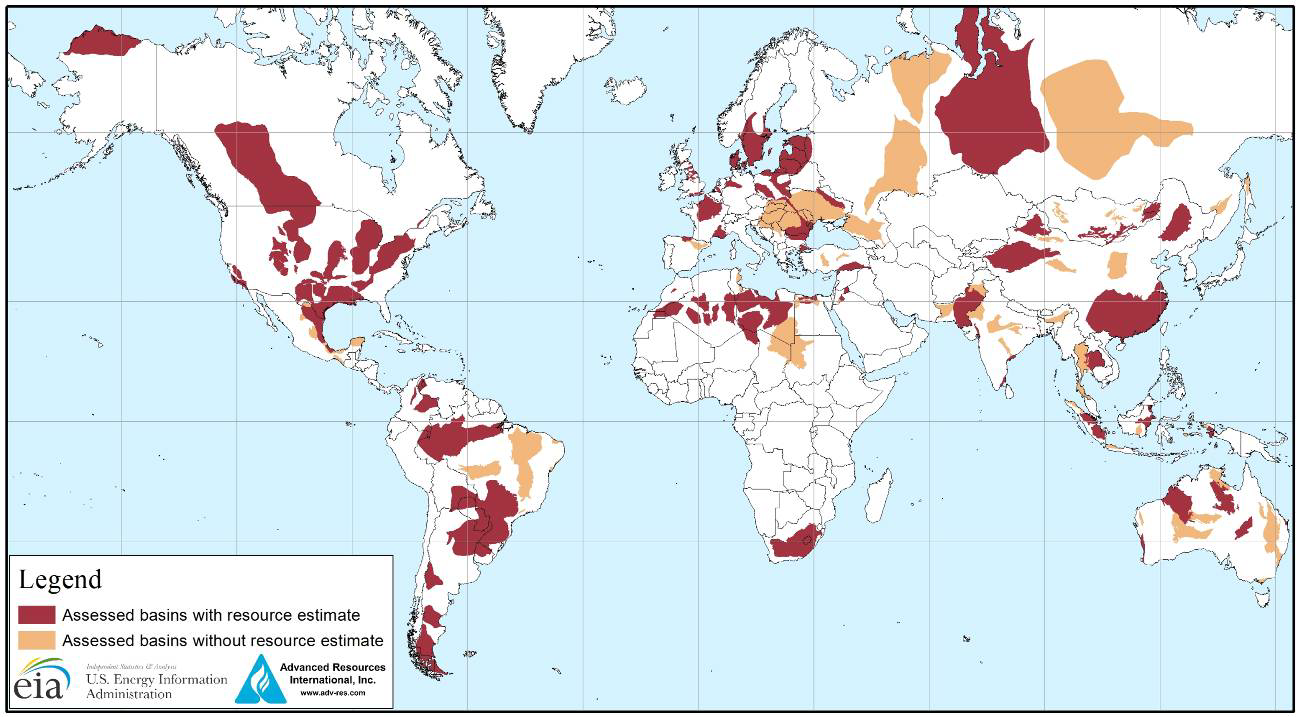
世界页岩气盆地（数据来源：美国能源信息署2013）

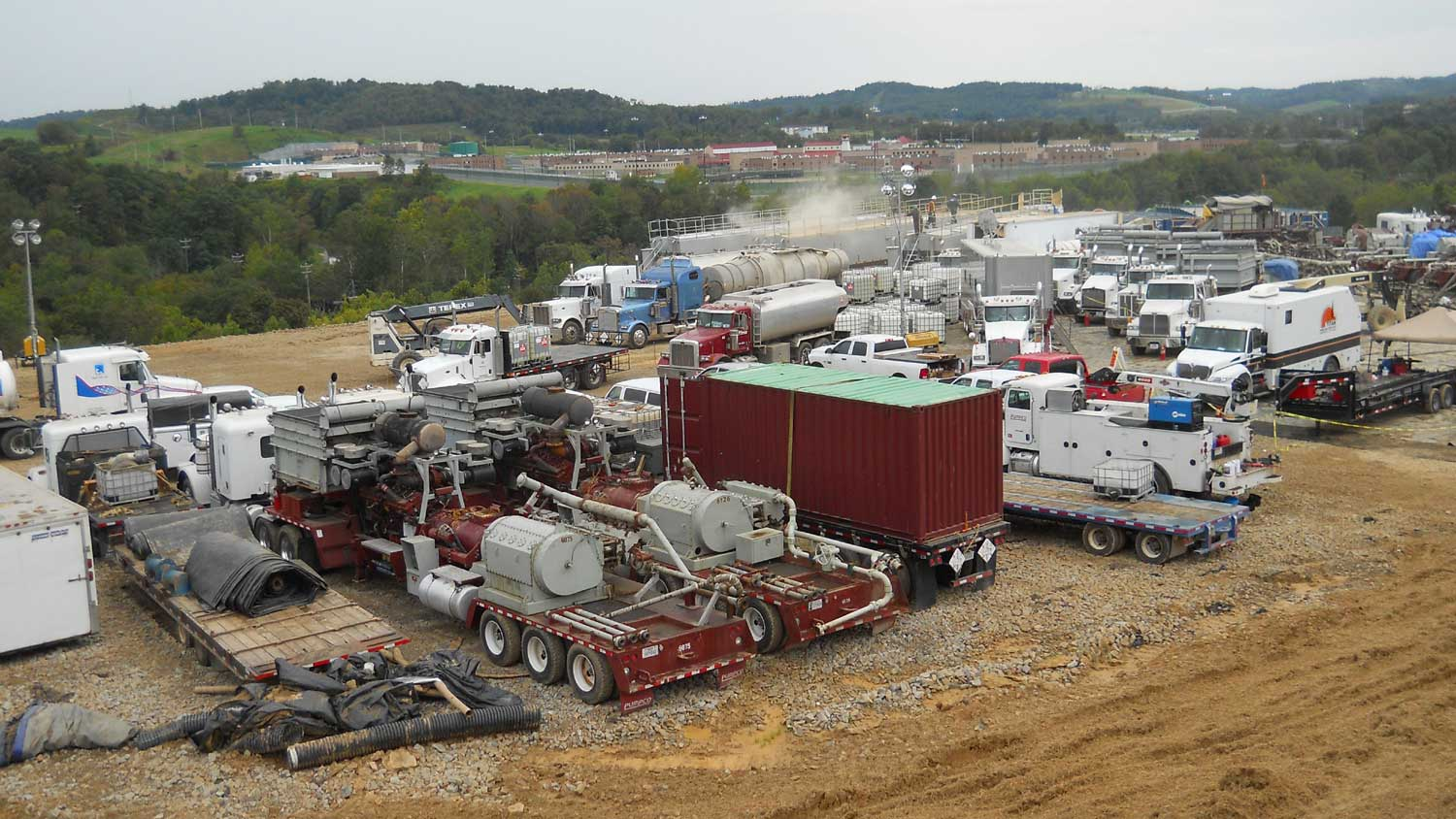
車載機動式水力壓裂工作隊

页岩气（英語：shale gas）是一种以游离和吸附为主要赋存方式而蕴藏于页岩层中的天然气，并且该吸附过程以物理吸附、自发进行以及放热为特征。自1990年代以来，水平钻井和水力压裂的结合使大规模生产页岩气更加经济，分析人士预计，页岩气将大幅度增加全球能源供给。
自本世纪初以来，页岩气已成为美国一种日益重要的天然气资源，同时也得到了全世界其他国家的广泛关注。根据美国能源信息署的预测，到2035年时，美国46%的天然气供给将来自页岩气。据估算，中国的页岩气可採储量居世界首位，俄國次之、美國緊跟在後。中国陆域页岩气地质资源潜力为134.42万亿立方米，可採资源潜力为25.08万亿立方米（不含青藏区）其中已获工业气流或有页岩气发现的评价单元，面积约88万平方公里，地质资源为93.01万亿立方米，可採资源为15.95万亿立方米。
莱斯大学贝克公共政策研究中心（Baker Institute of Public Policy）的一项研究认为，美国与加拿大页岩气产量的增长将会削弱俄罗斯及波斯湾国家对出口至欧洲国家的天然气价格的控制。奥巴马政府相信，页岩气的持续发展可以降低温室气体的排放。（2012年，美国的二氧化碳排放量降到了二十年来的最低值）不过也有研究宣称，与常规天然气相比，页岩气的开发与使用可能产生更多的温室气体。而另外一些研究则反驳说该指责高估了甲烷的泄露率及其全球暖化潜势。还有研究则指出，一些页岩气井的产量递减率很高，可能导致最终的页岩气产量将比目前预计的更低。但页岩气的发现也开辟了大量新的致密油资源，也称为“页岩油”。

## 歷史

### 美国

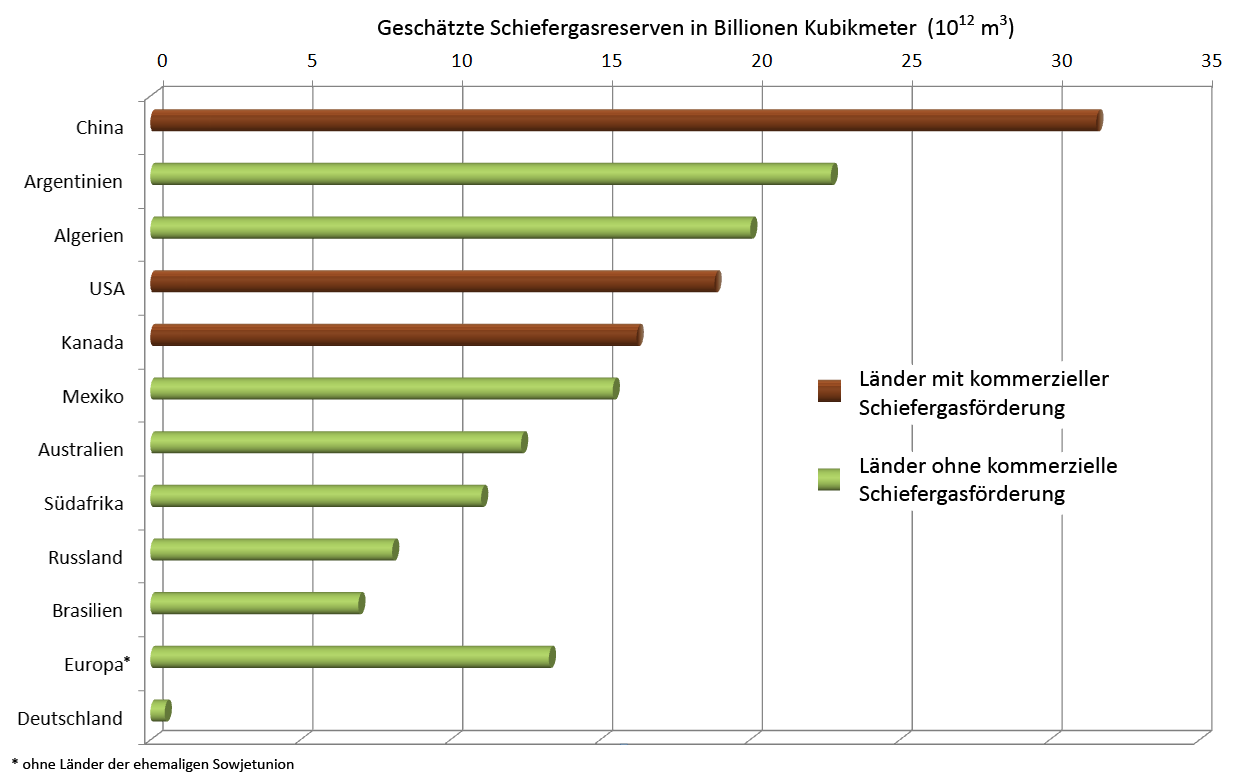
各國頁岩氣的潛在儲藏量估計

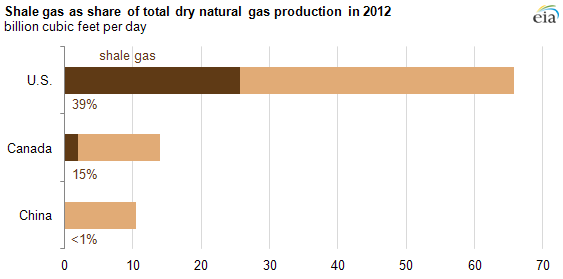
2012年時世界前三頁岩氣商業生產國

1821年，在美国纽约州的弗罗里达，页岩气第一次作为一种资源从浅层、低压的裂缝中采掘出来。
20世纪30年代，美国首次测试水平井钻探技术。1947年，美国第一次测试水力压裂技术。后来，水平井钻探和水力压裂两项技术被广泛应用于页岩气开发。20世纪70年代开始，美国的传统天然气储量的下降驱使联邦政府对相关的研发项目进行投资，并且最终促成了定向井与水平井、微震成像以及大型水力压裂技术的形成。在20世纪70、80年代，页岩气开发被认为是无法商业开发的。
面对传统天然气储量的下滑，联邦政府对许多替代能源项目进行了投资，其中包括页岩气。投资项目包括1976年东部页岩气项目，以及每年联邦能源监管委员会对天然气研究所的研究经费支持。1982年，联邦政府对该研究机构投入了巨额资金。联邦政府通过1980年的能源法案对能源行业提供了税收优惠等其他优惠政策。能源部随后于1986年与几家私人天然气公司成功建造了第一口利用空气钻井技术的多裂缝页岩气水平井。在20世纪80至90年代，联邦政府进一步通过29号法案对非传统天然气的税收优惠鼓励页岩气钻探。微震成像技术起源于桑迪亚国家实验室对于煤床的研究。这一技术后来在水力压裂法页岩气开发和远洋石油钻探方面有广泛应用。
George P. Mitchell是公认的水力压裂法之父，而且他成功地将开采成本降到4美元/Btu （页面存档备份，存于）。这使得水力压裂法具有商业价值。Mitchell Energy公司利用各种技术于1998年成功实现了第一次具有经济效益的页岩压裂。他们创造性地利用了非胶化压裂液技术。从此以后，页岩气成为了美国发展最为迅猛的主要能源组成部分。世界其他各国也纷纷开始页岩气的研究。据国际能源署估计，页岩气能够从技术上增加50%的可开采天然气储量。
美国页岩气产量
美国页岩气年产量表

水力壓裂技術

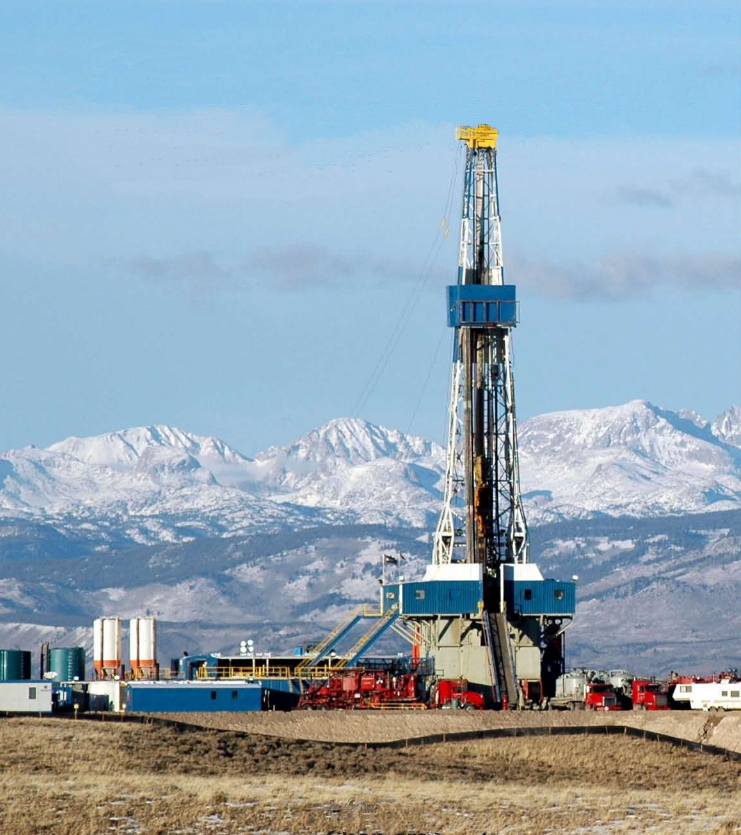
美國西懷俄明州溫德河山脈氣井

根据美国能源情报署数据，美国页岩气产量占天然气产量比例从2007年到2012年分别是8.07%（2007），11.09%（2008），15.19%（2009），21.69%（2010），29.85%（2011），34.85%（2012）。

### 加拿大
加拿大是继美国之后第二个实现页岩气商业化开采的国家，2009年的产量已达到72亿立方米。加拿大西部地区大约有550万至860万亿立方英尺页岩气储量。 

### 中華人民共和國
目前研究表明中國页岩气儲量與美國相當且略高，若深入探勘後可能發現更多存量，2009年10月中国国土资源部在重庆市綦江县启动了首个页岩气资源勘查项目。中国石化集团公司已經在重庆涪陵页岩气田，焦页42号平台試驗了國產化開採設備，避免大規模開採需要進口設備的利益外流，2012年3月中国国家能源局于发布了《页岩气发展规划（2011-2015年）》，根据该计划在“十二五”期间，完成探明页岩气地质储量6000亿立方米，可采储量2000亿立方米，实现2015年页岩气产量65亿立方米，基本完成全国页岩气资源潜力的评估勘探，为“十三五”打好基础，目标是到2020年力争达到页岩气年开采量为600亿-1000亿立方米。
2017年8月15日，国土资源部地质勘查司司长于海峰表示，中国页岩气勘探开发取得重大突破。四川盆地及周缘的海相地层页岩气累计探明地质储量7643亿立方米。其中重庆涪陵页岩气田累计探明地质储量6008亿立方米，是北美以外最大的页岩气田，预计2017年底将建成年产能100亿立方米。四川威远—长宁地区页岩气累计探明地质储量1635亿立方米。中国已经掌握页岩气地球物理、钻完井、压裂改造等各种技术，具备3500米以浅（部分地区达到4000米）水平井钻井和分段压裂能力，已经初步形成适合中国地质条件的页岩气勘探开发技术体系。2016年中国页岩气产量78.82亿立方米，仅次于美国、加拿大，居世界第三位。
2019年3月6日，中国石油部署在四川省泸县雷达村的泸203井完成放喷测试，测试日产量137.9万立方米，成为中華人民共和國首口单井测试日产量超百万立方米的页岩气井。目前已經在四川興建完成，長寧威遠與昭通兩個國家級頁岩氣示範區，四川盆地擁有萬億立方公尺級氣田。 四川页岩气累计探明地质储量达1.19万亿立方米，占全国的66%，成为全国首个页岩气探明地质储量超过万亿立方米的省份。

### 法國
2013年7月14日法国总统奥朗德表示不允许在法国境内开采页岩气，因为这将给生态带来风险。法國認為主流的水力压裂法，即将化学物质和大量水、泥沙的混合物，用高压注入地下井，會汙染水源和不能預知的生態連鎖反應，法國人口較密集，沒有美加之類的無人居荒原，且页岩气儲量並不高，法國又在核能和綠能上有發展策略，所以綜合評估後不准許开采页岩气。

### 俄羅斯
俄國長期以來有廉價巨量的低深度天然氣資源，自身消耗量也不高，所以不必開採成本較高的頁岩氣就能雄踞國際出口市場，然而也注意到了水力壓裂技術的重要性，2012年12月，普京总统提出，到2017年俄罗斯将大规模开发页岩气。這視為俄國開始切入這一技術發展的先期投資，不論使不使用該技術，至少要掌握該技術，以備將來不時之需，另一方面在部分特殊地區離老式天然氣井較遠，若採用頁岩氣也許有運輸成本的優勢產生使用價值，傳統天然氣和頁岩氣的資源加總俄羅斯無疑還是世界上天然氣總量潛力最大的國家。

## 经济影响
《英才》杂志刊文认为美国由页岩气导致的天然气发电对燃煤发电的替代导致煤炭出口增加， 形成了中国市场上的国际低价煤。  经济学人评论，页岩气带来的低价天然气正在使能源密集型工业重返美国。

## 政治影响
外交官吴思科认为美国因页岩气而实现的能源独立会对世界地缘政治构成影响。企业家T.Boone Pickens认为美国为了保证石油的安全供应将其全部11艘航母中的5艘部署于中东地区，从1976年以来通过石油购买向OPEC组织转移了7万亿美金的财富，而美国的能源消耗还在增长，这样持续下去对美国的国家安全是个严重的问题。同时Pickens在风能领域损失了15亿美金，他认为页岩气才是美国的合适的桥接能源（bridge energy）。

## 生產成本
美國頁岩氣生產的平均成本在80美元上下，許多公司採取重債開發（發債或借貸）的策略。
有部分研究表明開採頁岩油氣能引發4級以下的地震，懷疑是老斷層本有積壓能量被觸發引起，但目前研究證據沒有形成科學界共識，僅在一家之言階段，有統計表示美國中部規模大於等於三級的地震數量由 1973–2008 年間平均每年24 個增加到 2009–2014 間的 193 個，不少在油氣開採作業區附近，但這些地震最大僅為中型有感其餘則是微型地震，普遍都在芮氏規模三以下，多是剪切錯動型地震沒有很強的體積變化或非力偶分量。有一派說法是必須注意此一趨勢和潛在災害，然而亦有支持天然氣的學者認為即使假設能觸發小型地震，平日的中小型能量釋放反而能避免大型地震的一次性巨能，反而是額外賺到的利益，兩派莫衷一是尚無結論，根源在於要界定一起地震是天然還是人為，目前還沒有技術。
斯坦福大学研究人员曾在美国《科学进展》杂志上发表报告称，俄克拉何马州之所以变得地震频发，主要原因是当地企业把用水力压裂法开采油气时产生的大量含盐废水回注到地球深处沉积层。来自中国石油西南油气田公司的余婷婷等人于2013年发表的《页岩气开发面临的环保挑战及建议》一文提出，大面积规模化开采页岩气引起断层活化，进而可能诱发地震和滑坡等地质灾害。2012年4月，美国地质调查局公布的一份报告称，从阿拉巴马州到北方落基山脉的美国中西部地区近十年来地震频发“几乎可以肯定是人为的”，其中石油和天然气钻探活动，尤其是页岩气开发使用的水力压裂法以及该方法涉及的废水处理井都同地震次数增加有关。上文还举例称，德克萨斯大学和南卫理工会大学的地震学家所做的研究表明：美国德克萨斯州克利本小镇2008—2009年间的地震与巴奈特页岩(Barnett shale)开发过程中的水力压裂没有决定性关系，但将气井生产产生的大量含盐地层水注入回注井可能会诱发附近的地震活动。在加拿大西部一些地区，油气开采过程中的水力压裂诱发了许多小地震及中地震。2016月11月，加拿大卡尔加里大学教授David Eaton和博士后鲍学伟在顶级学术期刊《Science》上发表题为“Fault activation by hydraulic fracturing in western Canada”(加拿大西部水力压裂引发的断层活化)的最新研究，解释了水力压裂诱发地震的机制。两位研究者对2014年12月到2015年3月间加拿大西部地区阿尔特拉Fox Creekfu附近发生的中小型地震和6个水力压裂作业点进行了追踪，并对水力压裂作业点附近的已有断层结构进行高清解析，发现水平井压裂活化断层的两种不同过程：(1)渗入附近断层的压裂流体增加其孔隙压强;(2)水力压裂本身造成的地应力变化。

## 参看
- 油頁岩氣
- 生物氣體
- 油砂
- 重債窮國